# Kagenaar

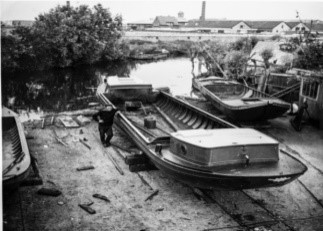
Kagenaar op de helling bij scheepmakerij van Zeijl. Westland.

Een kagenaar is een Nederlands historisch bedrijfsvaartuig voorkomend in de streek Holland. Het is een vrij smalle schuit met een platte bodem, gemaakt om kleine slootjes en kanaaltjes te bevaren. 
Kagenaars werden voornamelijk gebruikt in de agrarische sector om groente, fruit, veen en mest mee te vervoeren. Ook zijn deze schuitjes gebruikt om over water vee en huisraad te vervoeren. Vanaf 1900 werden Kagenaars gebouwd als vervanger of concurrerend scheepstype voor de Westlandse praam. Net als de Westlandse praam waren ook kagenaars zowel motorisch of zeilend. Indien een kagenaar zeilend was, had deze twee zijzwaarden en was gaffelgetuigd aan een mast met fok. Wanneer er geen wind stond, kon een schipper besluiten het schuitje te jagen, bomen of te wegen. De kagenaars zijn ongeveer gebouwd in de periode 1900 tot 1930. Precieze aantallen die ooit zijn gebouwd is onbekend.
Jaarlijks wordt in Poeldijk de Westlander Groente en Fruitrace gehouden. Dit is een evenement waarbij westlanders, kagenaars, groenteschuiten, drielingen en koolpunters een route van circa tien kilometer afleggen.